# Кіра Грюнберг
Кіра Грюнберг (нім. Kira Grünberg, нар. 13 серпня 1993 року, Інсбрук, Австрія) — австрійська стрибунка з жердиною, шестиразова чемпіонка Австрії — тричі на відкритому повітрі (2012, 2013, 2014) і тричі в приміщенні (2013, 2014, 2015), володарка національного рекорду Австрії. Депутат Національної ради Австрії (з 2017 року).
Кіра Грюнберг народилася 13 серпня 1993 року в Інсбруку, Австрія. У неї є старша сестра Бріт (нар. 1991), яка займалася метанням диска.
Кіра дебютувала на міжнародних змаганнях у 2009 році на чемпіонаті світу серед юнаків у Брессаноне, де посіла 10 місце. Кращим результатом в її кар'єрі стала перемога на Європейських іграх 2015 року в Баку з рекордом змагань.
30 липня 2015 року на тренуванні в Інсбруку Кіра після здійснення стрибка невдало приземлилася поруч з килимком на голову та шию. У неї були роздроблені шийні хребці. Після декількох годин операції у Медичному університеті Інсбрука хірурги дали невтішний діагноз — у Кіри параплегія, її тіло залишається паралізованим нижче 5 хребця і подальше продовження спортивної кар'єри неможливе. З тих пір вона прикута до інвалідного візка, у неї збереглася рухливість голови і рук. В даний час живе в місті Кематен-ін-Тіроль.
У 2017 році після парламентських виборів Кіру було обрано десятим представником від Австрійської народної партії. 9 листопада 2017 року вступила на посаду депутата Національної ради Австрії.

## Основні результати
| Рік  | Змагання                                             | Місце проведення   | Місце  | Результат |
| ---- | ---------------------------------------------------- | ------------------ | ------ | --------- |
| 2009 | Чемпіонат світу серед юнаків                         | Брессаноне, Італія | 10     | 3,80 м    |
| 2009 | Європейський юнацький Олімпійський фестиваль         | Тампере, Фінляндія | 5      | 3,65 м    |
| 2010 | Чемпіонат світу з легкої атлетик серед юнаків 2010   | Монктон, Канада    | 15 (q) | 3,85 м    |
| 2010 | Літні юнацькі Олімпійські ігри                       | Сінгапур           | 5      | 3,90 м    |
| 2011 | Чемпіонат Європи з легкої атлетики серед юнаків 2011 | Таллінн, Естонія   | 18 (q) | 3,90 м    |
| 2012 | Чемпіонат світу з легкої атлетики серед юніорів 2012 | Барселона, Іспанія | 4      | 4,15 м    |
| 2013 | Чемпіонат світу з легкої атлетики серед юніорів 2012 | Тампере, Фінляндія | 10     | 4,15 м    |
| 2014 | Чемпіонат Європи                                     | Цюріх, Швейцарія   | 11     | NM        |
| 2015 | Чемпіонат Європи в приміщенні                        | Прага, Чехія       | 16 (q) | 4,30 м    |
| 2015 | Європейські ігри                                     | Баку, Азербайджан  | 1      | 4,35 м    |
| 2015 | Чемпіонат Європи з легкої атлетики серед молоді 2015 | Таллінн, Естонія   | 4      | 4,25 м    |